# دودنبوتل
دودنبوتل (به آلمانی: Düdenbüttel) یک شهر در آلمان است که در Oldendorf-Himmelpforten واقع شده‌است. دودنبوتل ۹۳۳ نفر جمعیت دارد.